# Цзя Ї
Цзя Ї (201 до н. е. — 168 до н. е.) — китайський державний службовець, письменник та поет часів династії Хань.

## Життєпис
Про родини мало відомостей. Цзя Ї народився у місті Лоян. Здобув гарну освіту. Вже у 18 років стає у місті досить відомим поетом. Незабаром імператор Лю Хен запрошує його до свого почту. тут він призначається радником імператора. Цзя Ї намагався довести імператорові необхідність проведення реформ згідно з ідеями конфуціанства, а також розпочати більш активні дії проти кочовиків хунну. Водночас пропонував послабити владні повноваження місцевої знаті. Все це викликало спротив з боку інших імператорських службовців на чолі із Чжоу Бо та Гуань Їнь.
Зрештою ворогам Ця Ї у 177 році до н. е. вдалося відправити його у заслання, імператор призначив його радником губернатора міста Чанша. Втім у 173 році до н. е. Ця І знову викликають до столиці Чан'ань, призначивши вихователем імператорського сина Лю Ї. Втім у 169 році той раптово гине. З незрозумілих підстав, за низькою відомостей, відчуваючи провини за смерть вихованця, у 168 році до н. е. Цзя Ї накладає на себе руки.

## Творчість
Складав вірші у жанрі фу. загалом відомого 56 таких творів. найбільш відомими є «Ода про Цюй Юаня», та «Ода про птахів». Також темами фу були політичні події імперії.
Окрім того, Ця Ї відомий завдяки своїм політико-правовим трактатам. Здебільшого він звертався до історії попередньої династії, Цінь. Він аналізував її діяльність законодавство, при цьому критикуючи легістів, відстоюючи ідеї конфуціанства. Серед таких трактатів найвідомішими є «Про державу Цінь» та «Про політику закону й порядку».